# دوروثي بيج
دوروثي بيج (بالإنجليزية: Dorothy Page)‏ هي ممثلة أمريكية، ولدت في 4 مارس 1904 في Northampton, Pennsylvania ‏ في الولايات المتحدة، وتوفيت في 26 مارس 1961 في لابل في الولايات المتحدة بسبب سرطان.

## وصلات خارجية
- دوروثي بيج على موقع IMDb (الإنجليزية)
- دوروثي بيج على موقع أول موفي (الإنجليزية)
- دوروثي بيج على موقع قاعدة بيانات الفيلم (الإنجليزية)